# Woah Dave!
A Woah Dave! egy 2014-ben megjelent platform videójáték, melyet a MiniVisions fejlesztett és a Choice Provisions jelentett meg iOS, Microsoft Windows, Nintendo 3DS, PlayStation 4 és PlayStation Vita platforomokra. A játék 2014. október 30-án jelent meg iOS-re, Windowsra és Nintendo 3DS-re, amiket később, 2015. január 6-án a PlayStation 4- és PlayStation Vita-verziók követtek.

## Fogadtatás
| Összegzőoldal | Értékelés           |
| ------------- | ------------------- |
| GameRankings  | 82% (iOS) 78% (3DS) |
| Metacritic    | 82/100 (iOS)        |

| Szerző      | Értékelés    |
| ----------- | ------------ |
| Destructoid | 8,5/10 (3DS) |
| Gamezebo    | (iOS)        |
| TouchArcade | (iOS)        |

A Woah Dave!-et pozitív fogadtatásban részesítették a kritikusok. A GameRankings gyűjtőoldalon az iOS-verzió 82%-os, míg a Nintendo 3DS 78%-os átlagpontszámon áll. A Metacriticen 82/100-as átlagpontszámot ért el a játék iOS-verziója. Jonathan Holmes a Destructoidnak írt elemzésében 8,5/10 pontszámmal díjazta a játékot, kiemelve, hogy „Több órányi játéktermi móka, különös báj és játéktervezési tudomány van itt. Ha tovább tudsz lépni a játék megtévesztően egyszerű felszínén és hajlandó vagy kihívni magad miután a játék már nem biztosít újdonságokat, akkor a Woah Dave! meg fogja érni a filléreidet.” Jim Squires Gamezebo-cikkíró tökéletes, 5/5-ös pontszámot adott a játék iOS-verziójára, szerinte a „Woah Dave! a videójátékok grunge rockja”, melynek „minden percét élvezte.”